# Emine Akbaba
Emine Akbaba (* 1987 in Hannover) ist eine freie Fotografin und Dokumentarfilmerin. Sie setzt sich thematisch unter anderem mit Gewalt gegen Frauen im Nahen Osten auseinander, zeigt aber auch einen individuellen Blick auf das migrantische Leben in Deutschland. Ihre Fotoserien und Videoreportagen wurden mehrfach ausgezeichnet.

## Leben
Emine Akbaba wurde 1987 als Kind türkischer Eltern in Hannover geboren. Sie studierte Fotojournalismus an der Fachhochschule Hannover und an der Dänischen Schule für Medien und Journalismus in Aarhus, wo sie 2016 ein Diplom in Advanced Visual Storytelling erwarb.
Akbabas Arbeiten – in Zusammenarbeit mit gemeinnützigen Organisationen, Zeitungen und Zeitschriften – sind meist als Langzeitprojekte angelegt. Mit ihrer Fotoserie Mikrokosmos Schrebergarten, mit dem sie 2013 am Zenith-Fotowettbewerb teilnahm, dokumentierte sie den Alltag von türkeistämmigen Menschen in Deutschland. Für ihre Reportagen reist sie regelmäßig in die Türkei und andere Länder des Nahen Ostens. In ihrer Multimedia-Reportage Precious Blossom dokumentiert sie Gewalt gegenüber Frauen in der Türkei. Für die Reportage Beyond Dreams and Hopes, die eine syrische Familie auf der Flucht vor dem Krieg porträtiert, reiste sie in das türkisch-syrische Grenzgebiet.
Emine Akbaba lebt in Hannover.

## Arbeiten (Auswahl)
- Syria's leftover (Webvideo-Dokumentation)
- Beyond Dreams and Hopes (Foto-Dokumentation)
- Am falschen Ort? (Fotoserie)
- Mikrokosmos Schrebergarten[5]
- Mustafa, Fotoserie 2013–2015[7]

## Ausstellungen
- 2017: Zeitgenössische Fotografie aus der Türkei, Türkiyeli, f³ – freiraum für fotografie Berlin (Gruppenausstellung)[8][9]
- 2017: Auf der Flucht: Frauen und Migration, Gruppenausstellung des Lagois-Fotowettbewerb[10]

## Auszeichnungen (Auswahl)
- 2014/15: Nikon Photo Award, Kategorie F/open theme (Video): 2. Preis für Syria's leftover[11]
- 2015: Medienkunstpreis des Evangelischen Kirchenkreises Halle-Saalkreis, für Am falschen Ort?[12]
- 2016: Willi-Münzenberg-Forum, Film-, Foto- und Collage-Wettbewerbe „Foto als Waffe“: 1. Preis für Beyond dreams and hopes[13]
- 2017: Japan Media Arts Festival, Jury Selection für Syria's leftover[14]
- 2017: Förderung der Stiftung Kulturwerk der VG Bildkunst Precious Blossom. Das Dilemma der Frauen in der Türkei[15]
- 2019: Flash Forward, Magenta Foundation, winner[16]